# Глацијални процес
Глацијални процес је геоморфолошки процес који настаје деловањем леда, снега и мраза (ниских температура). Овако су обједињена три процеса, која се, иначе, разликују. Дејство леда представља глацијални процес у ужем смислу. Геоморфолошко дејство снега назива се нивациони процес, док се деловање мраза назива криогени процес.
Обједињење ова три процеса учињено је због тога што њихови агенси делују истовремено и на истом простору. Њихови механизми су међусобно веома блиски и повезани, па су слични и ефекти које они изазивају. Облици ова три процеса су, такође, веома слични, и са постепеним прелазима једних у друге.
Општу и основну карактеристику глацијалног процеса чине изузетно велики морфолошки учинци. У овом процесу се еродују, транспортују и акумулирају велике количине материјала. Због тога, глацијални процес, иако временски ограничен, оставља за собом јасно уочљиве промене у рељефу.

## Подручја развоја
Подручја развоја глацијалног процеса одређује снежна граница. То је висинска зона изнад које је биланс инсолације и радијације негативан, тј. количина топлоте коју Земља прима од Сунца је мања од количине топлоте коју Земља емитује. Због тога се све атмосферске падавине јављају у чврстом агрегатном стању. Снег и лед се задржавају током вишегодишњег, па и вишевековног, периода.
Положај снежне границе зависи од више фактора. Основни фактор је географска ширина, тј. климатски појас. У оквиру истог климатског подручја постоје велика варирања висине снежне границе. Њен положај је условљен експозицијом падине, односно њеним положајем или изложеношћу ка северу или ка југу. Граница се мења и са сезонским колебањима температуре, с повећањем или смањењем влажности.
С обзиром на положај снежне границе и простор захваћен глацијалним процесом, издвајају се два главна подручја развоја глацијалног процеса: поларне области и подручја високих планина.

## Механизам процеса
Агенс глацијалног процеса је удружено деловање температурних промена, тј. дејство мраза, као и кинетичке енергије снега и леда. До покретања снега и леда долази постепено, због тога што се наслаге годинама не отапају, па се, наслагама новог снега, преко старијег, повећава његова укупна дебљина. Под притиском наслага дебелих од 30 до 50 m почиње прекристализација доњих слојева снега и настаје зрнасти снег. Прекристалисали зрнасти снег назива се снежаник. У литератури се веома често користи и немачки термин фирн.
Даљим повећавањем притиска, услед гомилања новог снега, снежаник прелази у лед. Снежаник се под притиском отапа, па се јавља појава течења доњих слојева, који су ослобођени притиска. Овај процес понавља се из године у годину, стотинама и хиљадама година. Тако настају огромне масе леда. Када наслаге леда постану дебеле, он се понаша пластично, и почиње да тече.
Покренути лед назива се ледник. У међународној, па и српској стручној литератури, често се користи немачки термин глечер. Ледници имају велику кинетичку енергију али су им брзине кретања обично врло мале. Такође, и снег може да име велику кинетичку енергију. На стрмим падинама, при гравитационом кретању, снег може имати велику кинетичку енергију, и приликом кретања обухватати нагомилане снежне масе на падини. Обурвана маса снега назива се лавина.
Садржај глацијалног процеса, као геоморфолошког процеса, чине ерозија, транспорт и акумулација материјала.

### Ерозија
Глацијална ерозија обавља се непосредно и посредно. Обе врсте могу изазвати и друге видове ерозије (најчешће колувијалну) а јављају се и пратеће појаве.
Непосредна ерозија представља покретање стенског материјала под дејством масе леда у покрету. Кретањем леда се покреће већ припремљени материјал али се откидају и покрећу и делови матичне стенске масе. Посредну ерозију обављају комади стенске масе које лед откида и носи. Изазване појаве најчешће су представљене одроњавањем и осипањем материјала. Ледник, крећући се, поткопава стенске масе поред којих пролази и нарушава природну равнотежу. Тиме изазива колувијални процес, који доводи до одроњавања и осипања. Посебан вид пратећих појава представља солифлукција, или течење тла.

### Транспорт
Због чврстог агрегатног стања транспортног средства, материјал који ледници преносе не трпи никакве селекције по крупноћи. Материјал се транспортује по површини, унутар тела или у подини ледника. У подини и на странама ледника долази до обраде материјала, али не и до његовог заобљавања. Материјал је представљен угластим комадима, оштрих ивица, ређе слабо заобљених, величине од крупноће глине (0,001 mm) до блокова метарског пречника.
Транспорт у глацијалном процесу редовно траје веома дуго. Он се обавља скоковито. За време хладнијих периода, ледници су снажнији и бржи, и транспортују се веће количине стенског материјала. У току топлијих периода, њихова кинетичка енергија значајно опада, па им се смањује и транспортна моћ.

### Акумулација
Акумулација стенског материјала врши се када ледник смањи своју кинетичку енергију. Међутим, промена кинетичке енергије је скоковита, па се акумулација врши целом дужином ледника, по његовим странама, на дну, а велика количина материјала бива пренета до краја ледника и ту таложена. Акумулиран материјал није сортиран по крупноћи. Акумулиран материјал у случају дебљих и снажнијих ледника је ситнији, док је у случају тањих ледника хетерогенији. Гранулометријски најситнији материјал акумулирају покровни ледници поларних области.

## Типови ледника
Према начину и месту развића, издвајају се два основна типа ледника: покровни тип и алпски тип. Покровни тип ледника чине велики леднички покривачи, који су настали у поларним областима. Врло често се назива и континентални тип ледника. Ледници алпског типа развијени су у високим планинским областима, а као класична област њиховог данашњег развића узимају се Алпи. Још се називају и долински ледници, јер наслеђују долине некадашњих река.

### Покровни тип ледника
Покровни, или континентални, тип ледника, још се назива и инландајс, од енглеских речи „inland ice“, што у дословном преводу значи унутрашњи лед, тј. лед унутар копна. Овај тип ледника развијен је на Антарктику и Гренланду.
Покровни тип ледника има облик доме или спљоштене куполе. Највећа дебљина леда је у центру, где владају највећи притисци. Под притиском лед пластично тече. Креће се радијално (од центра). Кретање је углавном независно од рељефа подлоге. Кретањем ледника ублажава се рељеф подлоге и тежи се ка његовом заравњењу. Еродовани материјал је уситњен до крупноће глине. Простори на којима је некада био развијен континентални тип ледника су сада простране, благо заталасане равнице, покривене дебелим наслагама глина.

### Алпски тип ледника
Алпски тип ледника се јавља на високим планинама, на свим континентима, изузев Аустралије. Овај тип ледника има изразит линијски карактер. Ледници алпског типа формирају се високо изнад снежне границе и гравитационо се крећу наниже. За своје кретање користе већ постојеће линеарне депресије па је, због тога, њихово развиће условљено рељефом подлоге.
Морфолошки ефекти ледника алпског типа супротни су дејству инландајса. Они снажном ерозијом продубљавају долине и устрмљавају њихове стране. После повлачења остављају рашчлањенији рељеф, дубоке долине, широког дна и стрмих страна и назубљене и високе гребене између њих.

### Мешовити типови ледника
Између два основна типа ледника јављају се и мешовити типови, који имају карактеристике и покровног и алпског типа. Међу мешовитим типовима, као карактеристични, издвајају се два типа — суподински и платоски ледници.

#### Суподински тип
Суподински тип карактерише развој линеарних, долинских ледника, који силазе с високих планина о у њиховим подножју (суподини) се спајају у пространо ледено поље типа мањег инландајса. Типски развој суподинских ледника је на Аљасци, па отуда и назив аљаски тип. Класично развиће суподинског тип ледника има ледник Маласпина на Аљасци.

#### Платоски тип
На висоравни (платоу) платоског типа ледника развијено је велико ледено поље, односно мањи инландајс. Из тог поља се издвајају појединачне ледене реке, или ледени језици, и силазе с платоа, обично до мора. Такав тип ледника био је развијен на Скандинавском полуострву, па отуда и назив скандинавски тип ледника.
У току последње глацијације, у плеистоцену, Скандинавско полуострво било је покривено дебелим леденим покривачем, од кога су се одвајали мањи ледници долинског типа, који су се спуштали до мора. Они су продубљавали долине и устрмљавали њихове стране. После отапања ледника доње делове ледничких долина потопило је море. То су сада дубоки заливи стрмих страна, познати под називом фјордови.

## Облици
Ледници граде специфичне ерозионе и акумулационе облике. Осим њих, јављају се и облици који чине остатке иницијалног рељефа, који су заостали после дејства ерозије. То су тзв. резидуални облици.

### Ерозиони облици
Ерозионе облике алпског типа ледника чине цирк и валов. У валову се јављају секундарни облици, као што су ледничко раме, мутониране стене и стрије. У случају покровног типа ледника, ерозионе облике чине мутониране стене и стрије.

#### Цирк
Цирк представља место на коме се формира долински ледник. То је амфитеатрално удубљење, стрмих страна и благо заталасаног дна. Једна страна је отворена и то место је сведено на заобљен праг, метарског реда величине. Иницијалну депресију за постанак цирка представља челенка некадашњег водотока.
Уколико се цирк налази у близини снежне границе, лед који се у њему формира недовољан је за стварање ледника, који би се кретао гравитационо наниже. У том случају, лед остаје у цирку, и назива се циркни, или циркусни ледник. Цирк из којег не полази лед назива се висећи цирк.
Циркови су карактеристика алпског типа ледника. У случају покровног типа ледника се не јављају, или могу настати у ретким случајевима, на високим и стрмим планинама. На просторима развоја покровног типа ледника, морфолошки значај циркова је занемарљив.

#### Валов
Валов, или ледничко корито, је долина којом се креће ледник. Његов попречни профил има стрме стране и широко, заравњено дно. Најчешће наслеђује речну долину. Међутим, за разлику од речне долине, чији талвег има континуиран пад, уздужни профил валова нема континуиран пад. На њему се јављају бројне депресије, раздвојене преградама од метарских до декаметарских висина.
Депресије условљавају додатно гомилање леда. Повећањем масе леда повећава се и његова ерозиона моћ, чиме се депресије све више продубљавају а преграде између њих постају све више. После повлачења ледника, након завршетка глацијалног процеса, у тим депресијама формирају се језера, тако што се вода допуњава атмосферским падавинама и површинским водама. Постоје бројна језера која су настала на овај начин: Боденско, Циришко, Женевско и Нешателско језеро у Швајцарској; Бледско и Бохињско језеро у Словенији, итд.

#### Ледничко раме
Ледничко раме представља терасасту зараван, обично декаметарске ширине, која се може запазити на странама валова. Може се пратити готово целом дужином валова, и развијена је, по правилу, са обе његове стране. Ледничко раме настаје као резултат сезонског колебања нивоа леда у леднику. Током хладнијег периода, ниво леда у леднику је виши. У току лета, ниво леда се смањује, ледник се повлачи на мању висину у долини, остављајући за собом терасасту зараван као границу вишег и нижег нивоа леда. Ледничко раме је активан облик, који ледник покрива и модификује при сваком вишем нивоу леда.

#### Мутониране стене
Мутониране стене су стенске масе куполастог облика, од метарских до декаметарских ширина и дужина, а метарских висина. Налазе се на дну валова, а обрађене су непосредном и посредном глацијалном ерозијом. Њихов назив изведен је од француског термина roche moutonée, што би значило коврџава стена. Назив је изабран због тога што рељеф, покривен мутонираним стенама, подсећа на поље на коме се налазе овце (фр. le mouton - ован). У српској литератури за мутониране стене у употреби је и термин комчићи.

#### Стрије
Прелазећи преко полираних површина, ледник, материјалом који носи, задире у њих и оставља уске бразде, милиметарске дубине и ширине, а дециметарске па и метарске дубине. Зарези на полираним површинама називају се стрије.

### Резидуални облици
Резидуални облици су остаци некадашњег рељефа, који су преостали после деловања ледника алпског типа. Чине их оштри врхови и уски, назубљени гребени. У резидуалне облике покровног типа ледника чине само нунатаци.

#### Оштри врхови
Проширивањем и продубљавањем циркова, њихови зидови се регресивно померају. Претходно заобљен, куполаст врх планине своди се на оштар врх, сличан рогу, или високој и уској неправилној тространој пирамиди. Такав врх ограничен је странама три цирка, или више њих. Класичан пример је врх Матерхорн (4480 m) у Швајцарској. Оштри врхови се често називају и врхови типа Матерхорн.

#### Арете
Арете представљају оштре и уске, назубљене планинске гребене, који се јављају између валова или циркова. Њихов настанак објашњава се регресивном ерозијом страна два суседна валова. Значајну улогу при томе има колувијални процес, који је изазван поткопавањем страна валова дејством ледника. Одроњавањем и осипањем проширују се валови и устрмљавају њихове стране. Термин је српска транскрипција француске речи arête, која означава рибљу кост.

#### Нунатаци
Нунатак је изоловани брег или планински врх који се издиже изнад леденог покривача. По правилу, има веома стрме стране, тако да се вечити лед и снег не могу задржати на њима. Крећући се око нунатака, ледник обавља бочну ерозију, поткопава његове стране и изазива одроњавања и осипања. Материјал који је откинут са нунатака представља ретке стенске масе које ледник покровног типа носи по површини. Термин је кованица ескимских речи и означава усамљени врх.

### Акумулациони облици
Сви акумулациони облици глацијалног процеса називају се морене. Термин је француског порекла. У Савојским Алпима тим именом (moirane) називан је брежуљак или хрпа растреситог материјала различите крупноће. У стручној литератури термин означава глацијалне акумулационе облике и специфичне седиментолошке карактеристике материјала од којег су облици изграђени.
Наслаге седимената које су, у Шкотској, током плеистоцена, транспортоване ледницима су називане тил. Тил обухвата велики гранулометријски распон честица и комада различитог литолошког састава. Гомиле тог растреситог материјала, које је одлагао ледник назване су дрифт. Везани дрифт носи назив тилит. Међутим, интернационално усвојен стручни термин за облике изграђене од невезаног глацијалног материјала остао је морена.
Општа и заједничка карактеристика сваког моренског материјала је обрађеност, врло слаба, или никаква, заобљеност и изузетно висок степен литолошке и гранулометријске хетерогености. Подела морена заснива се на степену њене активности. Две основне категорије чине активне, или покретне, и напуштене, односно сталожене морене.

#### Активне морене
Активне или покретне морене настају у глацијалном процесу који је у току. Оне се транспортују, са краћим или дужим застојима, тако да мењају облик и положај у рељефу. Према положају у савременом леднику, морене могу бити површинске, унутрашње и подинске.
- Површинске морене — Налазе се на површини ледника. При томе могу бити транспортоване по странама ледника, када се називају бочне морене, или се крећу по средини ледника, и означавају термином средишње морене. Бочне морене настају дејством ледника на стране валова, непосредним или посредним откидањем и покретањем стенског материјала на контакту ледника и стенске масе. Средишње морене распоређене су по целој површи ледника. Најчешће се јављају у виду више трака, међусобно паралелних и издужених у правцу кретања ледника. Траке материјала су метарских ширина и висина. Приликом спајања два ледника, од којих сваки на странама носи траке бочних морена, спољне траке остају као бочне морене, а унутрашње се спајају у ширу траку средишње морене. Појава више паралелних трака на једном леднику значи да је настао спајањем више мањих ледника. Површинске морене, које су веома заступљене код ледника алпског типа, веома су слабо, или никако, развијене у ледницима покровног типа. Једини материјал који се може наћи на инландајсу је откинут и покренут са ретких нунатака.

- Унутрашње морене — Материјал који се налази и транспортује у телу ледника представља унутрашње морене. Знатан део тог материјала потиче са површи ледника. У телу ледника се, током кретања, отварају и затварају бројне пукотине, које се називају кревасе. Кроз њих пропада велика количина површинских морена у унутрашњост ледника. Део унутрашњих морена настаје и откидањем материјала са страна валова, дакле као бочна морена. Унутрашње морене могу настати и после великих лавина, које се сруче на површину ледника и покривају део површинских морена. Унутрашње морене су, такође, скоро искључиво ограничене на алпски тип ледника[2]. Мале количине материјала, настале откидањем са нунатака приликом проласка инландајса, практично су занемарљиве.
- Подинске морене — Подинске морене настају откидањем и покретањем материјала приликом преласка ледника преко стеновите подлоге. Стенски материјал подинских морена је ситнији, јер дебеле наслаге леда изазивају велике притиске. Врло ретко се у њима могу наћи крупнији блокови. Подинске морене настају и у случају ледника алпског типа, као и у случају инландајса. Када се ради о ледницима алпског типа стенски материјал је гранулометријски хетерогенији и у њему доминира ситнија фракција[1]. Дебљина подинских морене је метарска, врло често и декаметарска. У случају инландајса подинске морене чине глине, песковите глине и глиновити песак. Песак и шљунак су ретки, а крупнији блокови готово изостају.

#### Напуштене (сталожене) морене
После повлачења ледника транспортован моренски материјал остаје напуштен и депонован у виду сталожених морена. Према месту одлагања на простору некадашњег ледника, разликују се чеоне, бочне и подинске морене. Специфичне појаве, посебно карактеристичне за инландајс, чине ератички блокови, друмлини, озари, ескери и камови.
- Чеоне морене — Чеоне морене налазе се на крају некадашњег ледника. То је материјал који је транспортован целом дужином кретања ледника. Чеона морена има изглед бедема, најчешће српастог, полумесечастог облика. Бедем је конвексан у правцу кретања ледника и постављен је нормално на тај правац. Материјал је изузетно литолошки и гранулометријски хетероген, делимично обрађен, незаобљен и невезан[5]. Приликом повлачења, ледник оставља чеоне морене дуж валова. Те морене, настале рецесијом, тј. повлачењем ледника, називају се рецесионе морене. Чеоне морене јављају се и на ободу инландајса. Разлика у односу на алпске леднике је њихова велика дужина, која се прати десетинама и стотинама километара.

- Бочне морене — Материјал транспортован уз ивице ледника остаје после повлачења ледника у виду ниских бедема, паралелних странама валова. Како су бочне морене остављене уз саме стране валова, на њима се акумулира и колувијални материјал. То су плазеви сипара развијених на стрмим странама валова, или гомиле материјала, настале одроњавањем. На простору развоја инландајса напуштених бочних морена готово да и нема.
- Подинске морене — Напуштене подинске морене јављају се као хрпе претежно ситнијег материјала, неправилно распоређене по валову. Стенски материјал овог типа морена је изузетно гранулометријски хетероген. Поред глине, песка и шљунка, јављају се и крупнији блокови дециметарских, па и метарских, димензија. Сталожене подинске морене посебно долазе до изражаја у случају покровног типа ледника.

- Ератички блокови — Ератички блокови представљају крупне стеновите блокове, од метарских до декаметарских димензија, чији литолошки састав не одговара саставу средине у којој се налазе. Ови облици јављају се и код алпског и код покровног типа ледника. Код инландајса они представљају специфичан индикатор места одакле је ледник кренуо, или простора преко којег је ледник прешао[3]. У случају алпског типа ледника, ератички блокови немају тај значај.

- Друмлини — Друмлини су лепо заобљени брегови, издужени у једном правцу, с врло благим нагибом у правцу кретања леда. Изграђени су од финозрних подинских морена. У језгру друмлина може се наћи и матична стена. Карактеристика су простора некадашњег развоја инландајса. Сматра се да настају прерадом подинских морена. Друмлини су масовна појава. Јављају се као поља друмлина, ешалонирани у генералном правцу кретања леда, формирајући рељеф.
- Озари — Озари су уски, издужени гребени као резидуални облици првобитних наслага подинских морена. Они се јављају између канала, који настају ерозијом меког и растреситог материјала. Често су препознатљиви и у савременом рељефу.

- Ескери — Ескери су ниски змијолики гребени, синусоидално извијени. Настанак ескера везује се за седиментацију подледничких токова воде. Материјал подинских морена је транспортован водом, делом заобљен и класификован по крупноћи. У питању су углавном песак и ситнији шљунак. Ескери су типична појава на просторима где су некада били развијени ледници покровног типа.
- Камови — Камови су брежуљци или ниски и уски праволинијски гребени, изграђени од делимично заобљеног и по крупноћи класификованог материјала. Настају тако што вода, која се креће кроз уске пукотине у леду, прерађује материјал подинских морена. Разлика између камова и ексера је само у изгледу. Ескер настаје слободним током воде и стога има вијугав изглед, док је у случају камова ток воде контролисан пукотинама у леду. Озари, ескери и камови, облици типични за инландајс, могу се јавити и у случају ледника алпског типа. Њихове димензије у том случају су, међутим, знатно мање, тако да у морфолошком погледу немају значаја.

## Просторни завршетак глацијалног процеса
Глацијални процес је просторно ограничен. Његов развој започиње изнад снежне границе, стварањем ледника. Ледник се, зависно од масе леда и кинетичке енергије, може кретати различитом брзином. Приликом кретања, ледник се може зауставити непосредно испод снежне границе, ако је његова кинетичка енергија мала, односно, може се кретати и километрима иза снежне границе, и спустити стотинама метара испод ње, ако садржи велику масу леда, што условљава већу кинетичку енергију.
Силаском испод снежне границе, ледник почиње да се успорава и отапа. Те појаве су далеко израженије што је ледник нижи. Узрок овим процесима је долазак ледника у подручје позитивног биланса инсолације и радијације (већег примања, него одавања топлоте). У неповољним условима ледник губи кинетичку енергију, чиме се његово кретање завршава. Вода, настала отапањем ледника, може бити зајезерена моренама. Тада глацијални процес прелази у језерски (лимнички). Процес настао деловањем језерских вода насталих од ледника назива се глациолимнички процес.
Зајезерене воде могу пробити или прелити природну моренску брану, која је условила стварање језера. У том случају почиње сталан линијски ток воде. Процес настао дејством таквог агенса назива се глациофлувијални процес.

### Глациолимнички процес
На завршетку ледника који силази с планине остаје чеона морена, нормална на правац кретања ледника. Она се, на својим крајевима, повезује са бочним моренама, које су паралелне правцу кретања ледника. Простор ограничен чеоном и бочним моренама назива се терминални (завршни) басен. Бедеми, који ограничавају овај басен, представљају брану, која зајезерава воде настале отапањем леда. У терминалном басену формира се језеро. Воде, које дотичу испод ледника, назване подледничке реке, у језеро ритмично доносе велике количине материјала. Током лета, када је отапање ледника најинтензивније, подледничке реке покрећу крупнији моренски материјал. Током зиме, отапање леда је минимално, па се таложи финији моренски материјал. С обзиром на то да је транспортован у воденој средини, материјал који се приноси у језеро је обрађен, заобљен и класификован по крупноћи.
Класичан пример терминалног басена је Плавско језеро у Црној Гори. Велики ледник који је силазио с Проклетија формирао је у подручју Плава терминални басен. Чеона морена тог ледника представљала је брану, која је зајезерила подледничку реку. Класичан пример овог процеса јединствен на југу Европе јесте Барно језеро на Дурмитору.
Терминални басен и глациолимнички процес јављају се и на крају инландајса. Бедеми чеоних морена су, у том случају, изграђене од знатно финијег материјала, па су и вододржљивије. Такође је карактеристична ритмичка седиментација. Глациолимничке творевине некадашњег инландајса познате су у геологији као тракасте глине, или под скандинавским називом варве. Међутим, савремени ледници покровног типа немају терминалне басене и не пролазе кроз глациолимничку, нити глациофлувијалну фазу. Они се завршавају на континенталном прагу (шелфу), где се лед парцијално цепа, и наставља да плута у океану.

### Глациофлувијални процес
Испод ледника теку подледничке реке, које настају његовим отапањем. Оне покрећу велике количине материјала, најчешће подинских морена, који транспортују, обрађују и таложе, стварајући нове, глациофлувијалне облике. Морфолошки ефекти подледничких река слабије су изражени у случају ледника алпског типа, али су посебно значајни када је у питању инландајс. Облици карактеристични за леднике покровног типа - озари, ескери и камови, су, заправо, глациофлувијални облици.
Глациолимнички процес готово редовно прелази у глациофлувијални процес. Бедем који ограничава језеро изграђен је од материјала чеоне и бочних морена и кроз њега се процеђује вода подледничких токова. Она односи ситнији материјал и на спољној страни чеоне морене гради пространу глациофлувијалну лепезу, као први глациофлувијални облик у наставку глациолимничког процеса.
Изношењем ситнијег материјала повећава се водопропусност бране и све веће количине воде истичу из језера. Тако се повећава и кинетичка енергија водотока, што доводи по повећане ерозије бране. Река, која истиче из језера, се усеца у глациофлувијалну лепезу по спољном ободу чеоне морене. Заостали делови лепезе називају се глациофлувијалне терасе.

## Глацијални процес у времену
Глацијални процес спада у тзв. „климатске процесе“ и његов почетак и завршетак условљени су значајним климатским променама — захлађењем, односно отопљавањем. Промене се дешавају постепено и веома споро. Снежна граница се снижава са појавом атмосферских падавина у чврстом стању, док је повећање њене апсолутне висине условљено климатским отопљавањем и појавом падавина у течном стању. Смена процеса, преузимање доминације у морфолошком обликовању неке области, или губитак улоге доминантног фактора у формирању рељефа, обавља се веома споро, траје хиљадама година и то уз читав низ постепених прелазака једног процеса у други. Глацијални процес најчешће настаје сменом претходног флувијалног процеса, а завршава се сменом новим флувијалним процесом.